# Ross 154

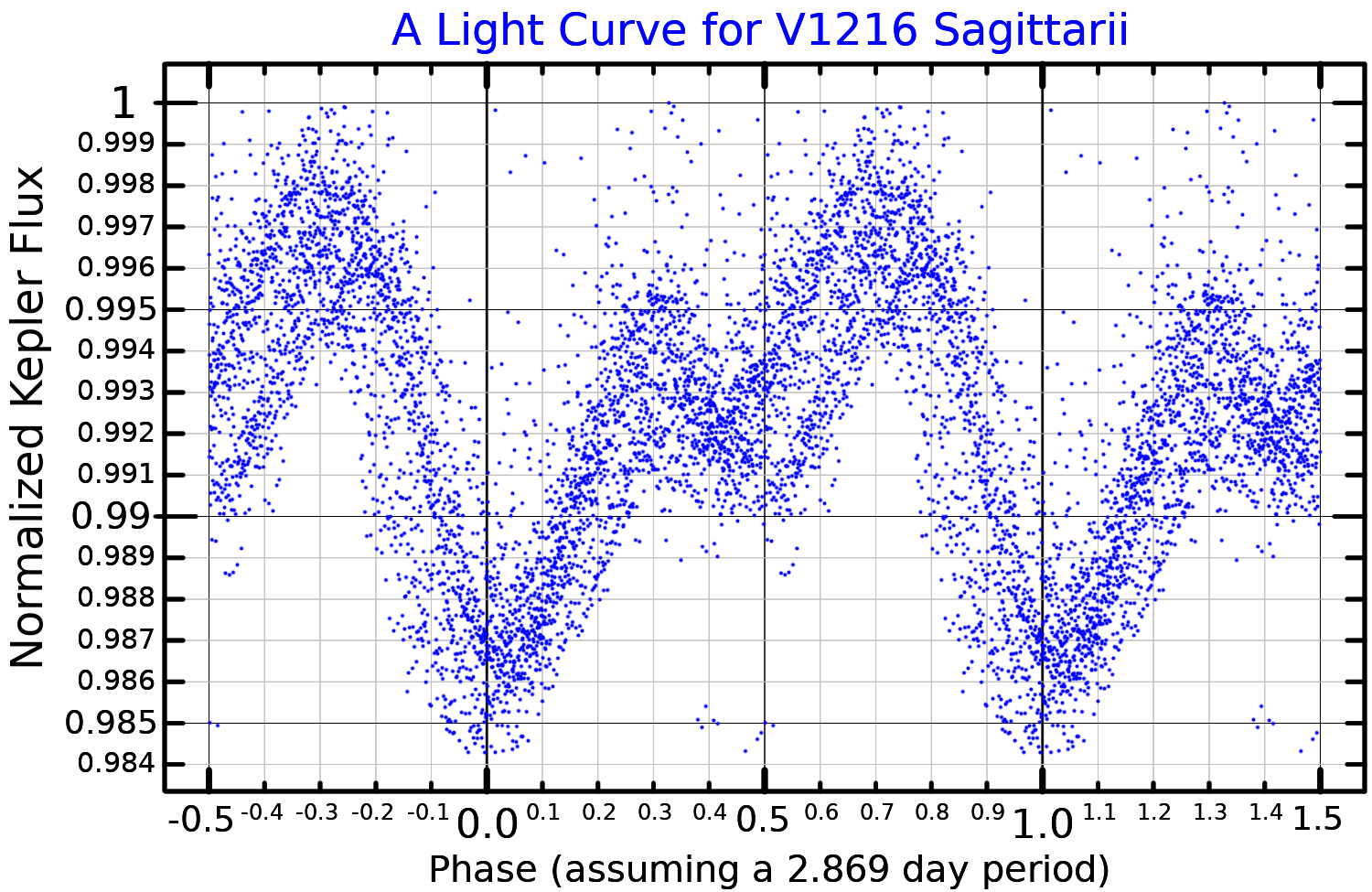
Lichtkromme van Ross 154

Ross 154 (V1216 Sgr) is een rode dwerg op 9.71 lichtjaar van de zon In het sterrenbeeld Boogschutter. De ster (schijnbare magnitude 10,5) heeft een spectraalklasse M3.5Ve. Ross 154 is een vlamster.
De naam van de ster verwijst naar een catalogus van sterren met grote eigenbeweging van Frank Elmore Ross uit 1926.